# Szenes ripacsgomba
A szenes ripacsgomba (Kretzschmaria deusta) a Xylariaceae családba tartozó, kozmopolita elterjedésű, lombos fákon élősködő gombafaj. 

## Megjelenése
A szenes ripacsgomba termőteste 4-10 cm széles, 3,5 mm vastag, akár 50 cm hosszú, szabálytalan, kéregszerű bevonatként jelentkezik a fatörzseken. Fiatalon, ivartalan stádiumában szürkés vagy zöldesszürke, fehér peremű, puha, felszíne hamvas; ilyenkor konidiospórákat termel. Éretten a termőtest megkeményedik, megfeketedik, felszíne hólyagosan egyenetlenné válik; némileg faszénre emlékeztet. Felülete a kissé kiálló peritéciumoktól finoman pontozott. Ilyenkor törékeny és könnyen leválasztható a fáról. 
A tömlő (aszkusz) 300 x 15 µm-es, nyolc aszkorspórát tartalmaznak. A spóra ellipszis vagy orsó alakú, sima, 25-35 x 7-10 µm-es. Spórapora fekete.

### Hasonló fajok
A szenes likacsosgomba, a kőris-ripacsgomba, a szenes gömbgomba, a terülő rozsdástapló hasonlíthat hozzá.

## Elterjedése és termőhelye
Az Antarktisz kivételével minden kontinensen megtalálható. Magyarországon nem ritka. 
Lombos fák (leginkább bükk és hárs, de tölgy, szil, juhar, vadgesztenye, stb. is) élősködője. A fatörzs tövében, illetve a gyökereknél támadja meg a fát és annak pusztulása után is szaprofita módon fehérkorhadással tovább bontja a faanyagot. A beteg fák anyaga meggyengül és hajlamosak tőben kettétörni.    

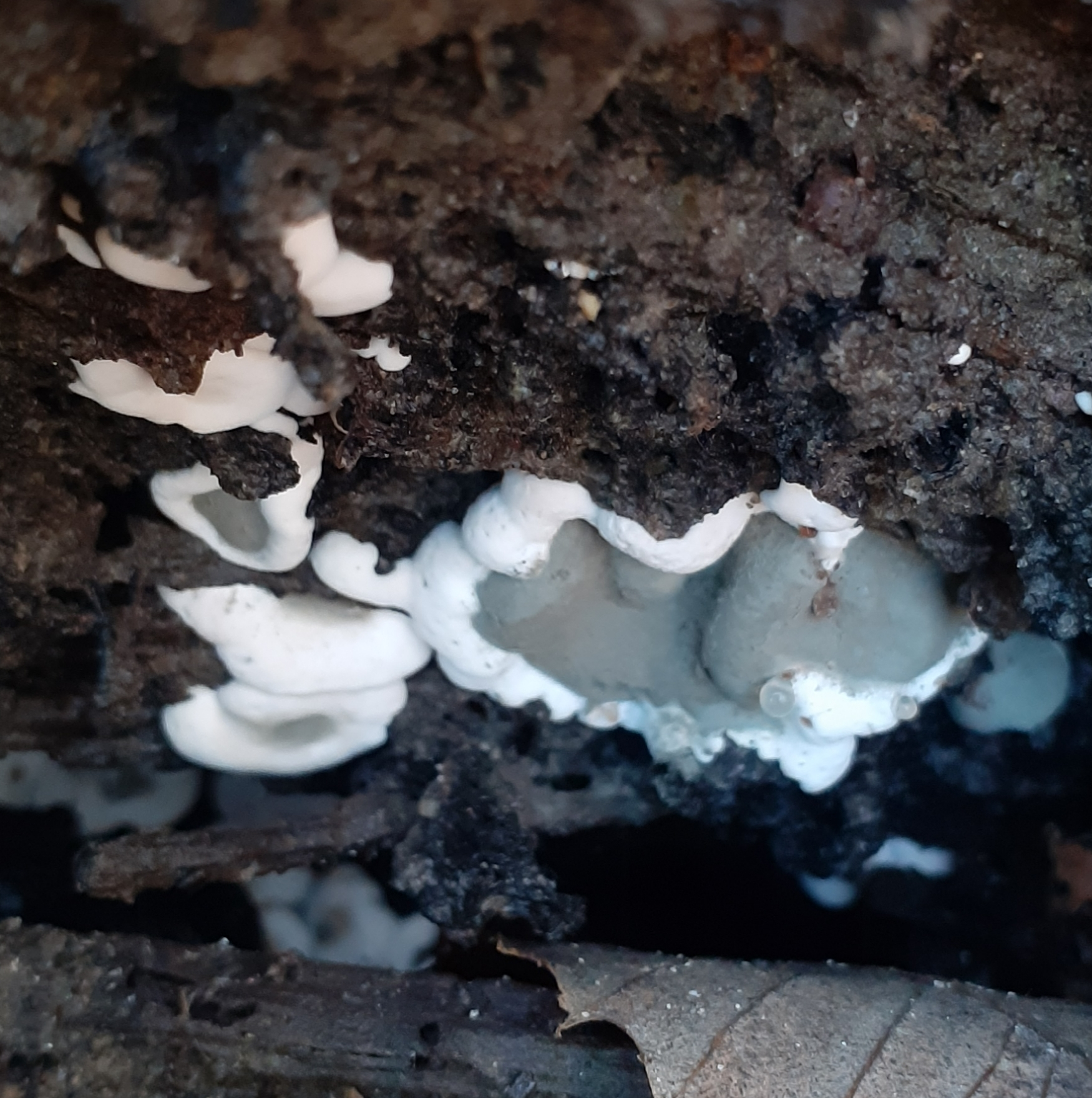
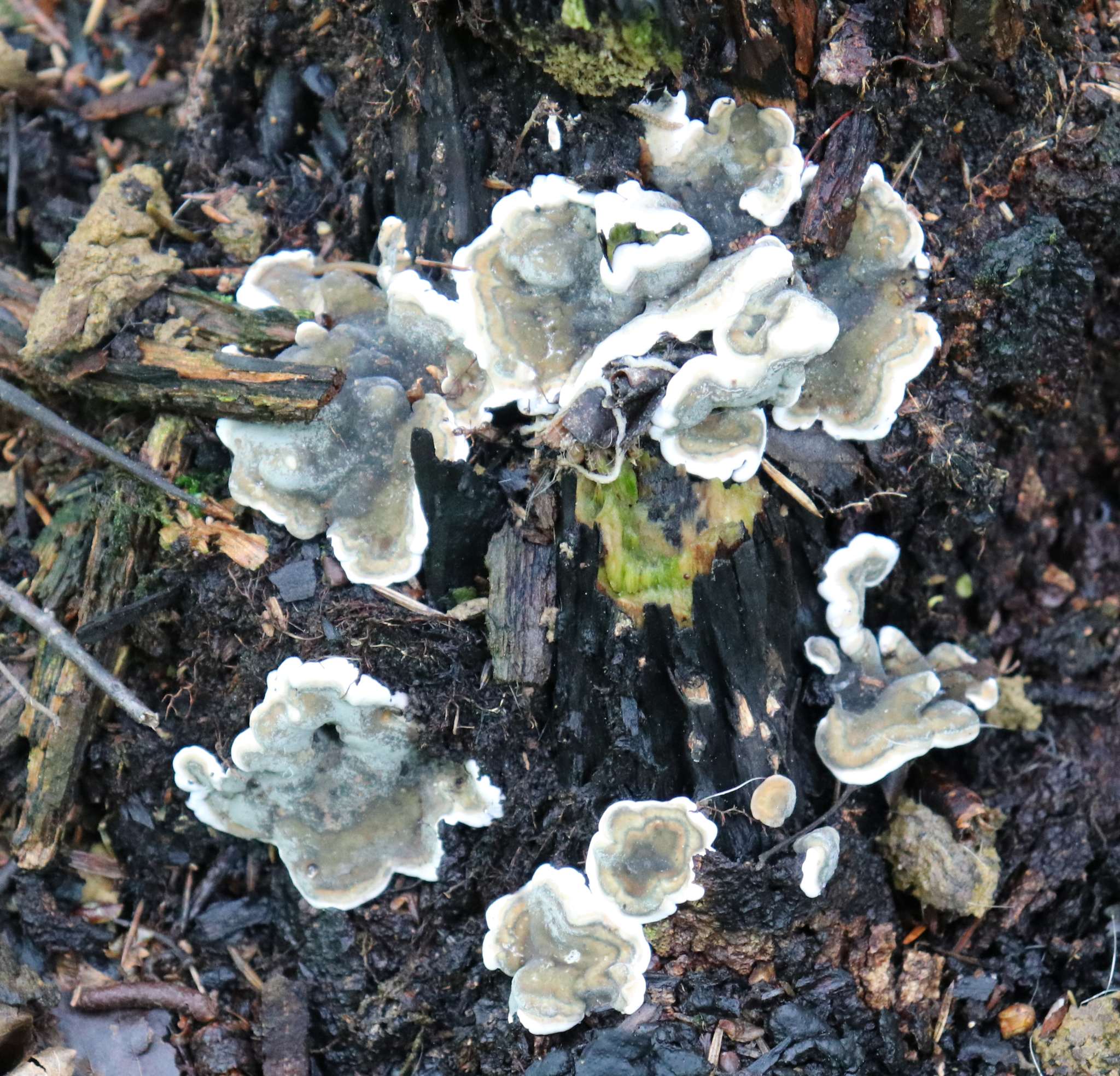
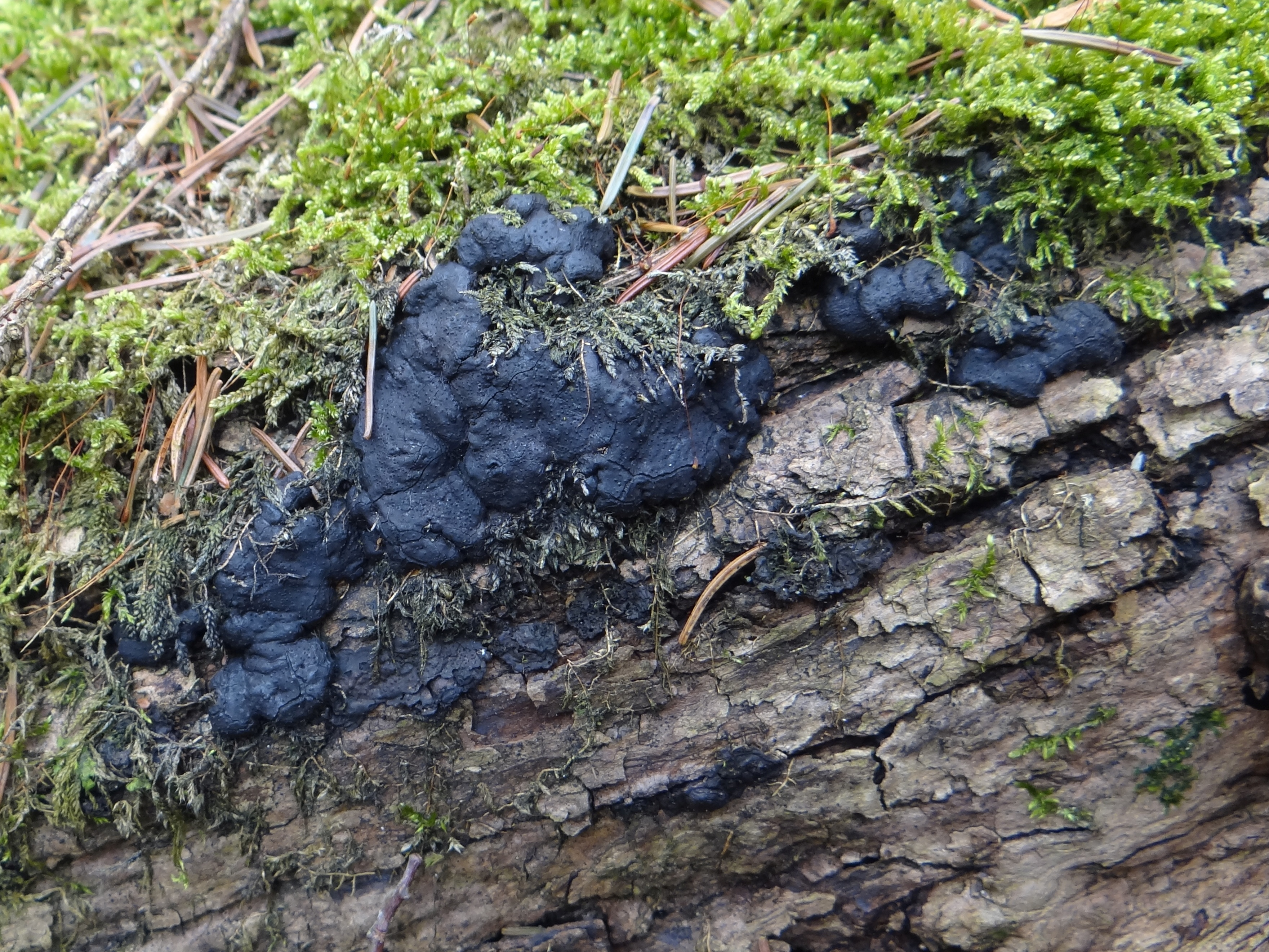
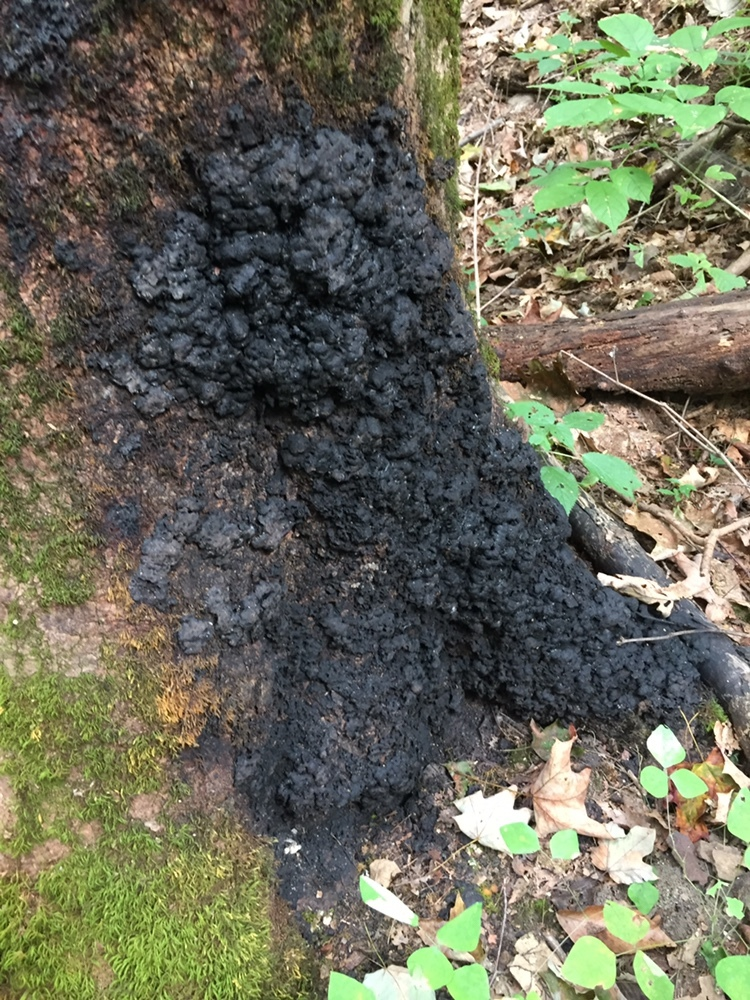
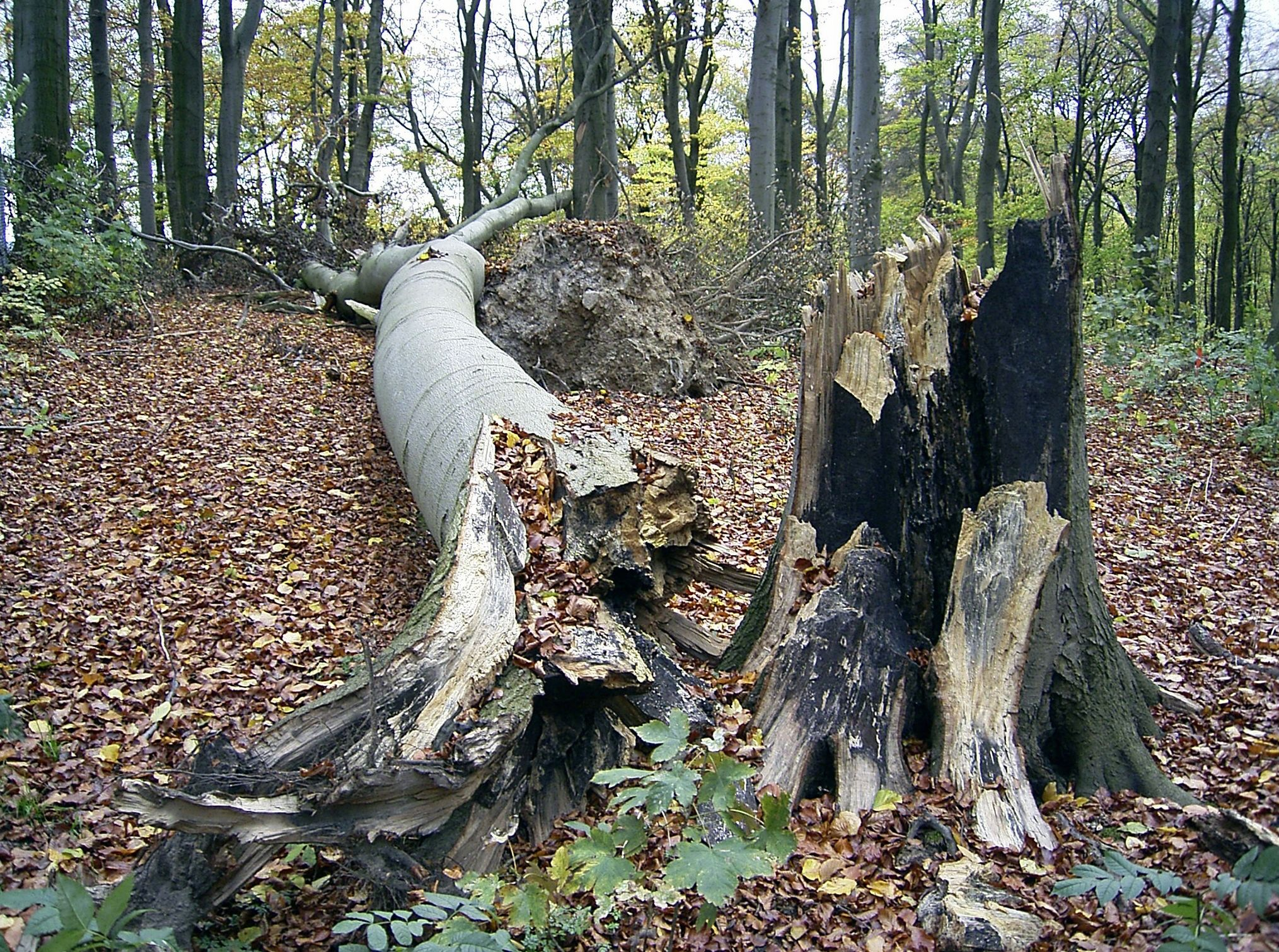